# Amici di Maria De Filippi (seconda edizione, fase serale)
La seconda edizione del talent show musicale Amici di Maria De Filippi è andata in onda nella sua fase serale dal 25 marzo al 27 maggio 2003 ogni martedì in prima serata su Italia 1 per dieci puntate con la conduzione di Maria De Filippi.
| Vincitore            | Vincitore        |
| Amici 2              | Giulia Ottonello |
| -------------------- | ---------------- |
| Premio della Critica | Timothy Snell    |

## Regolamento
Il regolamento di questa edizione non subisce rilevanti modifiche rispetto all'edizione precedente e prevede una serie di sfide "uno contro uno".
Il primo sfidante viene decretato dalla classifica di gradimento: l'ultimo in classifica deve quindi scegliere uno tra i due nomi proposti dalla commissione come possibili sfidanti.
La classifica di gradimento rende insfidabile il primo in classifica. In alcuni casi, il concorrente sconfitto nella sfida può regalare i propri voti ad uno dei compagni ancora in gara modificando la classifica di gradimento.
La puntata serale finale si svolge tra 6 sfidanti secondo il consueto meccanismo per cui l'ultimo in classifica ha diritto a scegliere il proprio sfidante, il vincitore sceglie il successivo sfidante fino alla sfida finale per la vittoria.

## Concorrenti
I ragazzi ammessi alla fase finale sono 20. Cinque di essi vengono eliminati dal semaforo rosso nella prima puntata del serale.
| CANTANTI  | CANTANTI          |    | BALLERINI               | BALLERINI |                            | ATTORI    | ATTORI |
| --------- | ----------------- | -- | ----------------------- | --------- | -------------------------- | --------- | ------ |
| Posizione | Nome              |    | Posizione               | Nome      |                            | Posizione | Nome   |
| 1         | Giulia Ottonello  | 2  | Anbeta Toromani         | 9         | Enrico Pittari             |           |        |
| 3         | Timothy Snell     | 5  | Michele Maddaloni       | 20        | Roberta Mengozzi           |           |        |
| 4         | Lidia Cocciolo    | 6  | Federico Patrizi        | 18        | Teresa "Terry" Paternoster |           |        |
| 7         | Marta Gerbi       | 8  | Maria Stefania Di Renzo |           |                            |           |        |
| 10        | Leonardo Di Minno | 12 | Stefano Bindinelli      |           |                            |           |        |
| 11        | Daniele Perrino   | 13 | Augusto "Gugu" Da Graça |           |                            |           |        |
| 17        | Samantha Discolpa | 14 | Danilo Grano            |           |                            |           |        |
|           |                   | 15 | Jennifer Iacono         |           |                            |           |        |
| 16        | Elena Novaresi    |    |                         |           |                            |           |        |
| 19        | Fausto Monteforte |    |                         |           |                            |           |        |

## Commissione

### Commissione interna

#### Canto
- Peppe Vessicchio
- Luca Pitteri

#### Ballo
- Garrison Rochelle
- Maura Paparo
- Steve La Chance
- Rossella Brescia

#### Recitazione
- Fioretta Mari
- Patrick Rossi Gastaldi

#### Altri
- Chicco Sfondrini - responsabile di produzione
- Bruno Voglino - preside
- Jill Cooper - istruttrice di fitness

## Tabella dello svolgimento del serale
Nel tabellone sono indicati la classifica di accesso al serale, gli esiti delle sfide e le candidature per gli sfidanti.
Legenda:

     Accede al serale

     Eliminato/a

     Finalista

     Vince la sfida

 Immune

 In sfida

 Semaforo rosso

 Candidato della sfida, non in sfida. 
|            |                | 25/03      | 01/04                          | 08/04                          | 15/04                          | 22/04                          | 29/04                          | 06/05                          | 13/05                          | 20/05                          | 27/05                          | 27/05                          | 27/05                          | 27/05                          | 27/05                          | 27/05                          | Disciplina  |
| 1ª PUNTATA | 2ª PUNTATA     | 3ª PUNTATA | 4ª PUNTATA                     | 5ª PUNTATA                     | 6ª PUNTATA                     | 7ª PUNTATA                     | 8ª PUNTATA                     | SEMIFINALE                     | FINALE                         | FINALE                         | FINALE                         | FINALE                         | FINALE                         | FINALE                         |                                |                                | Disciplina  |
| ---------- | -------------- | ---------- | ------------------------------ | ------------------------------ | ------------------------------ | ------------------------------ | ------------------------------ | ------------------------------ | ------------------------------ | ------------------------------ | ------------------------------ | ------------------------------ | ------------------------------ | ------------------------------ | ------------------------------ | ------------------------------ | ----------- |
| 1          | Giulia         | 1          |                                | N.D.                           | N.D.                           |                                |                                |                                |                                | N.D.                           | N.D.                           | N.D.                           | N.D.                           | N.D.                           |                                | VINCITRICE                     | canto       |
| 2          | Anbeta         | 2          |                                | N.D.                           | N.D.                           | N.D.                           |                                | N.D.                           |                                |                                | N.D.                           | N.D.                           | N.D.                           |                                |                                | SECONDA                        | ballo       |
| 3          | Timothy        | 11         | N.D.                           |                                | N.D.                           | N.D.                           |                                |                                |                                | N.D.                           |                                |                                |                                |                                | TERZO                          | TERZO                          | canto       |
| 4          | Lidia          | 10         | N.D.                           | N.D.                           |                                |                                |                                | N.D.                           | N.D.                           | N.D.                           | N.D.                           | N.D.                           |                                | QUARTA                         | QUARTA                         | QUARTA                         | canto       |
| 5          | Michele        | 3          | N.D.                           |                                |                                | N.D.                           |                                |                                | N.D.                           |                                | N.D.                           |                                | QUINTO                         | QUINTO                         | QUINTO                         | QUINTO                         | ballo       |
| 6          | Federico       | 5          |                                |                                | N.D.                           | N.D.                           |                                | N.D.                           | N.D.                           | N.D.                           |                                | SESTO                          | SESTO                          | SESTO                          | SESTO                          | SESTO                          | ballo       |
| 7          | Marta          | 7          | N.D.                           | N.D.                           |                                |                                |                                | N.D.                           | N.D.                           |                                | ELIMINATA (9ª Puntata)         | ELIMINATA (9ª Puntata)         | ELIMINATA (9ª Puntata)         | ELIMINATA (9ª Puntata)         | ELIMINATA (9ª Puntata)         | ELIMINATA (9ª Puntata)         | canto       |
| 8          | Maria Stefania | 8          | N.D.                           | N.D.                           | N.D.                           | [ 4 ]                          |                                | N.D.                           |                                | ELIMINATA (8ª Puntata)         | ELIMINATA (8ª Puntata)         | ELIMINATA (8ª Puntata)         | ELIMINATA (8ª Puntata)         | ELIMINATA (8ª Puntata)         | ELIMINATA (8ª Puntata)         | ELIMINATA (8ª Puntata)         | ballo       |
| 9          | Enrico         | 14         |                                |                                |                                | N.D.                           |                                |                                | ELIMINATO (7ª Puntata)         | ELIMINATO (7ª Puntata)         | ELIMINATO (7ª Puntata)         | ELIMINATO (7ª Puntata)         | ELIMINATO (7ª Puntata)         | ELIMINATO (7ª Puntata)         | ELIMINATO (7ª Puntata)         | ELIMINATO (7ª Puntata)         | recitazione |
| 10         | Leonardo       | 15         | N.D.                           | N.D.                           | N.D.                           | N.D.                           |                                | ELIMINATO (6ª Puntata)         | ELIMINATO (6ª Puntata)         | ELIMINATO (6ª Puntata)         | ELIMINATO (6ª Puntata)         | ELIMINATO (6ª Puntata)         | ELIMINATO (6ª Puntata)         | ELIMINATO (6ª Puntata)         | ELIMINATO (6ª Puntata)         | ELIMINATO (6ª Puntata)         | canto       |
| 11         | Daniele        | 9          | N.D.                           |                                | N.D.                           |                                | ELIMINATO (5ª Puntata)         | ELIMINATO (5ª Puntata)         | ELIMINATO (5ª Puntata)         | ELIMINATO (5ª Puntata)         | ELIMINATO (5ª Puntata)         | ELIMINATO (5ª Puntata)         | ELIMINATO (5ª Puntata)         | ELIMINATO (5ª Puntata)         | ELIMINATO (5ª Puntata)         | ELIMINATO (5ª Puntata)         | canto       |
| 12         | Stefano        | 6          | N.D.                           | N.D.                           |                                | ELIMINATO (4ª Puntata)         | ELIMINATO (4ª Puntata)         | ELIMINATO (4ª Puntata)         | ELIMINATO (4ª Puntata)         | ELIMINATO (4ª Puntata)         | ELIMINATO (4ª Puntata)         | ELIMINATO (4ª Puntata)         | ELIMINATO (4ª Puntata)         | ELIMINATO (4ª Puntata)         | ELIMINATO (4ª Puntata)         | ELIMINATO (4ª Puntata)         | ballo       |
| 13         | Gugu           | 4          | N.D.                           |                                | ELIMINATO (3ª Puntata)         | ELIMINATO (3ª Puntata)         | ELIMINATO (3ª Puntata)         | ELIMINATO (3ª Puntata)         | ELIMINATO (3ª Puntata)         | ELIMINATO (3ª Puntata)         | ELIMINATO (3ª Puntata)         | ELIMINATO (3ª Puntata)         | ELIMINATO (3ª Puntata)         | ELIMINATO (3ª Puntata)         | ELIMINATO (3ª Puntata)         | ELIMINATO (3ª Puntata)         | ballo       |
| 14         | Danilo         | 13         |                                | ELIMINATO (2ª Puntata)         | ELIMINATO (2ª Puntata)         | ELIMINATO (2ª Puntata)         | ELIMINATO (2ª Puntata)         | ELIMINATO (2ª Puntata)         | ELIMINATO (2ª Puntata)         | ELIMINATO (2ª Puntata)         | ELIMINATO (2ª Puntata)         | ELIMINATO (2ª Puntata)         | ELIMINATO (2ª Puntata)         | ELIMINATO (2ª Puntata)         | ELIMINATO (2ª Puntata)         | ELIMINATO (2ª Puntata)         | ballo       |
| 15         | Jennifer       | 12         | SESTA ELIMINATA (1ª Puntata)   | SESTA ELIMINATA (1ª Puntata)   | SESTA ELIMINATA (1ª Puntata)   | SESTA ELIMINATA (1ª Puntata)   | SESTA ELIMINATA (1ª Puntata)   | SESTA ELIMINATA (1ª Puntata)   | SESTA ELIMINATA (1ª Puntata)   | SESTA ELIMINATA (1ª Puntata)   | SESTA ELIMINATA (1ª Puntata)   | SESTA ELIMINATA (1ª Puntata)   | SESTA ELIMINATA (1ª Puntata)   | SESTA ELIMINATA (1ª Puntata)   | SESTA ELIMINATA (1ª Puntata)   | SESTA ELIMINATA (1ª Puntata)   | ballo       |
| 16         | Roberta        | 20         | QUINTA ELIMINATA (1ª Puntata)  | QUINTA ELIMINATA (1ª Puntata)  | QUINTA ELIMINATA (1ª Puntata)  | QUINTA ELIMINATA (1ª Puntata)  | QUINTA ELIMINATA (1ª Puntata)  | QUINTA ELIMINATA (1ª Puntata)  | QUINTA ELIMINATA (1ª Puntata)  | QUINTA ELIMINATA (1ª Puntata)  | QUINTA ELIMINATA (1ª Puntata)  | QUINTA ELIMINATA (1ª Puntata)  | QUINTA ELIMINATA (1ª Puntata)  | QUINTA ELIMINATA (1ª Puntata)  | QUINTA ELIMINATA (1ª Puntata)  | QUINTA ELIMINATA (1ª Puntata)  | recitazione |
| 17         | Teresa         | 18         | QUARTA ELIMINATA (1ª Puntata)  | QUARTA ELIMINATA (1ª Puntata)  | QUARTA ELIMINATA (1ª Puntata)  | QUARTA ELIMINATA (1ª Puntata)  | QUARTA ELIMINATA (1ª Puntata)  | QUARTA ELIMINATA (1ª Puntata)  | QUARTA ELIMINATA (1ª Puntata)  | QUARTA ELIMINATA (1ª Puntata)  | QUARTA ELIMINATA (1ª Puntata)  | QUARTA ELIMINATA (1ª Puntata)  | QUARTA ELIMINATA (1ª Puntata)  | QUARTA ELIMINATA (1ª Puntata)  | QUARTA ELIMINATA (1ª Puntata)  | QUARTA ELIMINATA (1ª Puntata)  | recitazione |
| 18         | Fausto         | 19         | TERZO ELIMINATO (1ª Puntata)   | TERZO ELIMINATO (1ª Puntata)   | TERZO ELIMINATO (1ª Puntata)   | TERZO ELIMINATO (1ª Puntata)   | TERZO ELIMINATO (1ª Puntata)   | TERZO ELIMINATO (1ª Puntata)   | TERZO ELIMINATO (1ª Puntata)   | TERZO ELIMINATO (1ª Puntata)   | TERZO ELIMINATO (1ª Puntata)   | TERZO ELIMINATO (1ª Puntata)   | TERZO ELIMINATO (1ª Puntata)   | TERZO ELIMINATO (1ª Puntata)   | TERZO ELIMINATO (1ª Puntata)   | TERZO ELIMINATO (1ª Puntata)   | ballo       |
| 19         | Elena          | 16         | SECONDA ELIMINATA (1ª Puntata) | SECONDA ELIMINATA (1ª Puntata) | SECONDA ELIMINATA (1ª Puntata) | SECONDA ELIMINATA (1ª Puntata) | SECONDA ELIMINATA (1ª Puntata) | SECONDA ELIMINATA (1ª Puntata) | SECONDA ELIMINATA (1ª Puntata) | SECONDA ELIMINATA (1ª Puntata) | SECONDA ELIMINATA (1ª Puntata) | SECONDA ELIMINATA (1ª Puntata) | SECONDA ELIMINATA (1ª Puntata) | SECONDA ELIMINATA (1ª Puntata) | SECONDA ELIMINATA (1ª Puntata) | SECONDA ELIMINATA (1ª Puntata) | ballo       |
| 20         | Samantha       | 17         | PRIMA ELIMINATA (1ª Puntata)   | PRIMA ELIMINATA (1ª Puntata)   | PRIMA ELIMINATA (1ª Puntata)   | PRIMA ELIMINATA (1ª Puntata)   | PRIMA ELIMINATA (1ª Puntata)   | PRIMA ELIMINATA (1ª Puntata)   | PRIMA ELIMINATA (1ª Puntata)   | PRIMA ELIMINATA (1ª Puntata)   | PRIMA ELIMINATA (1ª Puntata)   | PRIMA ELIMINATA (1ª Puntata)   | PRIMA ELIMINATA (1ª Puntata)   | PRIMA ELIMINATA (1ª Puntata)   | PRIMA ELIMINATA (1ª Puntata)   | PRIMA ELIMINATA (1ª Puntata)   | canto       |

### Podio
|        |        |         |  |          |
|        |        |         |  | 4º       |
|        | Giulia |         |  | Lidia    |
| Anbeta | Giulia |         |  | 5º       |
| Anbeta | 1º     | Timothy |  | Michele  |
| 2º     | 1º     | Timothy |  | 6º       |
| 2º     | 1º     | 3º      |  | Federico |

## Tabellone delle esibizioni
Legenda:

     Prova di recitazione

     Prova di canto

     Prova di ballo

     Prova al buio

     Situazione di parità.

N/A Per la singola sfida non viene mostrato il risultato/vantaggio.

### Puntata 1
La prima puntata è stata trasmessa il 25 marzo 2003 e sono stati determinati i 15 concorrenti che hanno avuto accesso alla fase serale tramite il televoto: sono stati così eliminati gli ultimi 5 della classifica, mentre il quindicesimo, Leonardo, è stato direttamente mandato in sfida contro la ballerina Jennifer. La sfida ha visto la vittoria del cantante Leonardo con il 57% dei voti e l'uscita della ballerina Jennifer.
| PROVA    | JENNIFER                                      | LEONARDO                                      | VANTAGGIO |
| -------- | --------------------------------------------- | --------------------------------------------- | --------- |
| I        | Comparata BALLO No me ames                    | Comparata BALLO No me ames                    | N.D.      |
| II       | Comparata CANTO Avrai                         | Comparata CANTO Avrai                         | Leonardo  |
| III      | Comparata BALLO Assolo (Steve)                | Comparata BALLO Assolo (Steve)                | N.D.      |
| IV       | Comparata CANTO Un'avventura - Lucio Battisti | Comparata CANTO Un'avventura - Lucio Battisti | N.D.      |
| V        | Comparata BALLO Assolo hip-hop                | Comparata BALLO Assolo hip-hop                | N.D.      |
| VITTORIA | LEONARDO 57%                                  | JENNIFER 43%                                  |           |

### Puntata 2
La seconda puntata è stata trasmessa il 1º aprile 2003 e ha visto la vittoria del ballerino Federico con il 59% dei voti e l'uscita del ballerino Danilo.
| PROVA    | DANILO                              | FEDERICO                            | VANTAGGIO |
| -------- | ----------------------------------- | ----------------------------------- | --------- |
| I        | Comparata BALLO ???                 | Comparata BALLO ???                 | Federico  |
| II       | Comparata CANTO Se adesso te ne vai | Comparata CANTO Se adesso te ne vai | N.D.      |
| III      | Comparata BALLO Il principe         | Comparata BALLO Il principe         | N.D.      |
| IV       | Comparata BALLO ???                 | Comparata BALLO ???                 | Danilo    |
| V        | Comparata BALLO Assolo hip-hop      | Comparata BALLO Assolo hip-hop      | N.D.      |
| VITTORIA | FEDERICO 59%                        | DANILO 41%                          |           |

### Puntata 3
La terza puntata è stata trasmessa l'8 aprile 2003 e ha visto la vittoria dell'attore Enrico con il 51% dei voti e l'uscita del ballerino Gugu.
| PROVA    | ENRICO                            | GUGU                              | VANTAGGIO |
| -------- | --------------------------------- | --------------------------------- | --------- |
| I        | Tanto pè cantà                    | Free-style                        | Parità    |
| II       | Comparata BALLO Something stupid  | Comparata BALLO Something stupid  | Enrico    |
| III      | Comparata CANTO Pensieri e parole | Comparata CANTO Pensieri e parole | Gugu      |
| IV       | Comparata BALLO Passo a 2 hip-hop | Comparata BALLO Passo a 2 hip-hop | Parità    |
| V        | Comparata RECITAZIONE Birdy       | Comparata RECITAZIONE Birdy       | N.D.      |
| VI       | Comparata CANTO Abbronzatissima   | Comparata CANTO Abbronzatissima   | N.D.      |
| VITTORIA | ENRICO 51%                        | GUGU 49%                          |           |

### Puntata 4
La quarta puntata è stata trasmessa il 15 aprile 2003 e ha visto la vittoria della cantante Marta con il 59% dei voti e l'uscita del ballerino Stefano.
| PROVA    | STEFANO                        | MARTA                          | VANTAGGIO |
| -------- | ------------------------------ | ------------------------------ | --------- |
| I        | Comparata BALLO La isla bonita | Comparata BALLO La isla bonita | Marta     |
| II       | Comparata CANTO Amore bello    | Comparata CANTO Amore bello    | Stefano   |
| III      | Comparata BALLO ???            | Comparata BALLO ???            | Stefano   |
| IV       | Comparata CANTO Ho in mente te | Comparata CANTO Ho in mente te | N.D.      |
| V        | Comparata BALLO ???            | Comparata BALLO ???            | N.D.      |
| VI       | Flashdance                     | Flashdance                     | N.D.      |
| VITTORIA | MARTA 59%                      | STEFANO 41%                    |           |

### Puntata 5
La quinta puntata è stata trasmessa il 22 aprile 2003 e ha visto la vittoria della cantante Lidia con il 59% dei voti e l'uscita del cantante Daniele.
| PROVA    | DANIELE                                  | LIDIA                                    | VANTAGGIO |
| -------- | ---------------------------------------- | ---------------------------------------- | --------- |
| I        | Comparata BALLO ???                      | Comparata BALLO ???                      | N.D.      |
| II       | Comparata CANTO Nessuno mi può giudicare | Comparata CANTO Nessuno mi può giudicare | Lidia     |
| III      | Comparata BALLO Assolo hip-hop           | Comparata BALLO Assolo hip-hop           | Daniele   |
| IV       | Comparata CANTO Piccolo grande amore     | Comparata CANTO Piccolo grande amore     | N.D.      |
| V        | Comparata BALLO Total eclipse to hearth  | Comparata BALLO Total eclipse to hearth  | N.D.      |
| VI       | Tropicana                                | Tropicana                                | N.D.      |
| VII      | Comparata RECITAZIONE Novecento          | Comparata RECITAZIONE Novecento          | N.D.      |
| VITTORIA | LIDIA 59%                                | DANIELE 41%                              |           |

### Puntata 6
La sesta puntata è stata trasmessa il 29 aprile 2003 e ha visto la vittoria del ballerino Michele con il 55% dei voti e l'uscita del cantante Leonardo.
| PROVA    | MICHELE                            | LEONARDO                           | VANTAGGIO |
| -------- | ---------------------------------- | ---------------------------------- | --------- |
| I        | Danza delle spade                  | ???                                | N.D.      |
| II       | Comparata CANTO Bella              | Comparata CANTO Bella              | Leonardo  |
| III      | Comparata BALLO ???                | Comparata BALLO ???                | Leonardo  |
| IV       | Comparata CANTO Ricordati di me    | Comparata CANTO Ricordati di me    | N.D.      |
| V        | Comparata BALLO Passo a 2 classico | Comparata BALLO Passo a 2 classico | Parità    |
| VI       | Comparata RECITAZIONE Novecento    | Comparata RECITAZIONE Novecento    | N.D.      |
| VII      | Comparata BALLO Assolo hip-hop     | Comparata BALLO Assolo hip-hop     | N.D.      |
| VITTORIA | MICHELE 55%                        | LEONARDO 45%                       |           |

### Puntata 7
La settima puntata è stata trasmessa il 6 maggio 2003 e ha visto la vittoria della cantante Giulia con il 56% dei voti e l'uscita dell'attore Enrico.
Legenda:

     Vantaggio/Vittoria di Enrico.
     Vantaggio/Vittoria di Giulia. 
| PROVA    | ENRICO                                 | GIULIA                                 | VANTAGGIO |
| -------- | -------------------------------------- | -------------------------------------- | --------- |
| I        | Mery per sempre                        | Memory                                 | N.D.      |
| II       | Comparata BALLO Passo a 2 hip-hop      | Comparata BALLO Passo a 2 hip-hop      | N.D.      |
| III      | Comparata CANTO Azzurro                | Comparata CANTO Azzurro                | Parità    |
| IV       | Comparata RECITAZIONE Amore e bancomat | Comparata RECITAZIONE Amore e bancomat | N.D.      |
| V        | Comparata BALLO Assolo hip-hop         | Comparata BALLO Assolo hip-hop         | Giulia    |
| VI       | Comparata CANTO Di sole e d'azzurro    | Comparata CANTO Di sole e d'azzurro    | N.D.      |
| VII      | Comparata RECITAZIONE Amore è soffrire | Comparata RECITAZIONE Amore è soffrire | N.D.      |
| VIII     | Roma                                   | New York, New York                     | N.D.      |
| IX       | Comparata BALLO ???                    | Comparata BALLO ???                    | N.D.      |
| VITTORIA | GIULIA 56%                             | ENRICO 44%                             |           |

### Puntata 8
L'ottava puntata è stata trasmessa il 13 maggio 2003 e ha visto la vittoria del cantante Timothy con il 52% dei voti e l'uscita della ballerina Maria Stefania.
| PROVA    | MARIA STEFANIA                                 | TIMOTHY                                        | VANTAGGIO |
| -------- | ---------------------------------------------- | ---------------------------------------------- | --------- |
| I        | Comparata BALLO ???                            | Comparata BALLO ???                            | Timothy   |
| II       | Comparata CANTO Il mare d'inverno              | Comparata CANTO Il mare d'inverno              | N.D.      |
| III      | Comparata BALLO Assolo hip-hop                 | Comparata BALLO Assolo hip-hop                 | Timothy   |
| IV       | Comparata CANTO Il cielo                       | Comparata CANTO Il cielo                       | N.D.      |
| V        | Comparata BALLO Light my fire                  | Comparata BALLO Light my fire                  | N.D.      |
| VI       | Comparata RECITAZIONE Il nostro primo incontro | Comparata RECITAZIONE Il nostro primo incontro | Timothy   |
| VII      | ???                                            | When a man loves a woman                       | N.D.      |
| VITTORIA | TIMOTHY 52%                                    | MARIA STEFANIA 48%                             |           |

### Semifinale
La semifinale è stata trasmessa il 20 maggio 2003 e ha visto la vittoria della ballerina Anbeta con il 59% dei voti e l'uscita della cantante Marta.
Legenda:

     Vantaggio/Vittoria di Anbeta.
     Vantaggio/Vittoria di Marta. 
| PROVA    | ANBETA                                       | MARTA                                        | VANTAGGIO |
| -------- | -------------------------------------------- | -------------------------------------------- | --------- |
| I        | Comparata BALLO ???                          | Comparata BALLO ???                          | N.D.      |
| II       | Variazione Don Quixote                       | Labirinth                                    | Anbeta    |
| III      | Comparata CANTO Un'emozione da poco          | Comparata CANTO Un'emozione da poco          | N.D.      |
| IV       | Comparata BALLO Assolo hip-hop               | Comparata BALLO Assolo hip-hop               | Parità    |
| V        | Comparata RECITAZIONE A piedi nudi nel parco | Comparata RECITAZIONE A piedi nudi nel parco | N.D.      |
| VI       | Comparata BALLO ???                          | Comparata BALLO ???                          | N.D.      |
| VII      | Comparata CANTO Non sono una signora         | Comparata CANTO Non sono una signora         | N.D.      |
| VITTORIA | ANBETA 59%                                   | MARTA 41%                                    |           |

### Finale
La finale è andata in onda il 27 maggio 2003 ed ha visto vincitrice di questa edizione Giulia Ottonello.
Nel tabellone vengono indicate le singole sfide disputate nel corso della puntata finale. Laddove le singole sfide sono contrassegnate da un colore, si indica chi in quel momento è in vantaggio nel televoto. I colori rispecchiano le divise indossate da ogni singolo componente nella puntata finale.
Legenda:
      Vantaggio di Giulia

     Vantaggio di Anbeta

     Vantaggio di Michele
      Vantaggio di Federico

     Vantaggio di Timothy

     Vantaggio di Lidia

#### Prima sfida
| PROVA    | TIMOTHY                        | FEDERICO                       | VANTAGGIO    |
| -------- | ------------------------------ | ------------------------------ | ------------ |
| I        | Comparata CANTO All night long | Comparata CANTO All night long | Federico     |
| II       | Comparata BALLO Mon amour      | Comparata BALLO Mon amour      | N.D.         |
| SESTO    | FEDERICO 49%                   | FEDERICO 49%                   | FEDERICO 49% |
| VITTORIA | TIMOTHY 51%                    | TIMOTHY 51%                    | TIMOTHY 51%  |

#### Seconda sfida
| PROVA    | TIMOTHY                                     | MICHELE                                     | VANTAGGIO   |
| -------- | ------------------------------------------- | ------------------------------------------- | ----------- |
| I        | Comparata CANTO Questa lunga storia d'amore | Comparata CANTO Questa lunga storia d'amore | Timothy     |
| II       | Comparata BALLO El talisman                 | Comparata BALLO El talisman                 | N.D.        |
| QUINTO   | MICHELE 42%                                 | MICHELE 42%                                 | MICHELE 42% |
| VITTORIA | TIMOTHY 58%                                 | TIMOTHY 58%                                 | TIMOTHY 58% |

#### Terza sfida
| PROVA    | TIMOTHY                               | LIDIA                                 | VANTAGGIO   |
| -------- | ------------------------------------- | ------------------------------------- | ----------- |
| I        | Comparata CANTO Vieni a vedere perché | Comparata CANTO Vieni a vedere perché | Lidia       |
| II       | Comparata BALLO Venus                 | Comparata BALLO Venus                 | Timothy     |
| QUARTA   | LIDIA 49%                             | LIDIA 49%                             | LIDIA 49%   |
| VITTORIA | TIMOTHY 51%                           | TIMOTHY 51%                           | TIMOTHY 51% |

#### Quarta sfida
| PROVA    | TIMOTHY                                       | ANBETA                                        | VANTAGGIO   |
| -------- | --------------------------------------------- | --------------------------------------------- | ----------- |
| I        | Comparata BALLO - Variazione Lo schiaccianoci | Comparata BALLO - Variazione Lo schiaccianoci | Anbeta      |
| II       | Comparata CANTO Crocodile rock                | Comparata CANTO Crocodile rock                | Timothy     |
| III      | Comparata BALLO If you don't know             | Comparata BALLO If you don't know             | Timothy     |
| IV       | Comparata CANTO I just wanna stop             | Comparata CANTO I just wanna stop             | N.D.        |
| TERZO    | TIMOTHY 48%                                   | TIMOTHY 48%                                   | TIMOTHY 48% |
| VITTORIA | ANBETA 52%                                    | ANBETA 52%                                    | ANBETA 52%  |

#### Finalissima
| PROVA      | ANBETA                               | GIULIA                               | VANTAGGIO  |
| ---------- | ------------------------------------ | ------------------------------------ | ---------- |
| I          | Comparata BALLO ???                  | Comparata BALLO ???                  | Giulia     |
| II         | Comparata CANTO I just wanna stop    | Comparata CANTO I just wanna stop    | N.D.       |
| III        | Comparata RECITAZIONE Canone inverso | Comparata RECITAZIONE Canone inverso | Giulia     |
| IV         | Variazione Don Quixote               | People                               | N.D.       |
| SECONDA    | ANBETA 49%                           | ANBETA 49%                           | ANBETA 49% |
| VINCITRICE | GIULIA 51%                           | GIULIA 51%                           | GIULIA 51% |

## Commissione della Critica
Nell'ultima puntata è presente una commissione di giornalisti per assegnare tra i finalisti il premio della critica. La commissione è composta da:
| Mattias Mainiero  | Libero                 |
| Marco Mangiarotti | Il Giorno-QN           |
| Marco Molendini   | Il Messaggero          |
| Maria Volpe       | Il Corriere della Sera |
| Ernesto Assante   | La Repubblica          |
| Luca Dondoni      | La Stampa              |
| Paolo Scotti      | Il Giornale            |
| Marida Caterini   | Il Tempo               |

## Ascolti
| Puntata    | Messa in onda  | Telespettatori | Share  |
| ---------- | -------------- | -------------- | ------ |
| 1          | 25 marzo 2003  | 4 619 000      | 19,75% |
| 2          | 1º aprile 2003 | 4 465 000      | 16,11% |
| 3          | 8 aprile 2003  | 3 962 000      | 14,55% |
| 4          | 15 aprile 2003 | 4 402 000      | 16,64% |
| 5          | 22 aprile 2003 | 5 122 000      | 18,98% |
| 6          | 29 aprile 2003 | 4 562 000      | 17,31% |
| 7          | 6 maggio 2003  | 4 471 000      | 17,05% |
| 8          | 13 maggio 2003 | 4 255 000      | 16,07% |
| Semifinale | 20 maggio 2003 | 4 571 000      | 18,09% |
| Finale     | 27 maggio 2003 | 5 465 000      | 24,95% |
| Media      | Media          | 4 589 000      | 17,95% |